# 623

## Eventos
- Maomé, durante seu período de exílio em Medina, constroi sua casa, e faz dela o primeiro lugar de reunião e oração coletiva no Islão; esta é considerada a segunda mesquita, pois a primeira foi a mesquita de Quba, construída durante a Hégira, no ano anterior, a 5km a sudoeste de Medina.[1]
- Guerras romano-persas: Heráclio invade a Armênia e marcha para Ctesifonte.[2]